# (9818) Eurymachos
(9818) Eurymachos (6591 P-L) – planetoida z grupy trojańczyków okrążająca Słońce w ciągu 12,05 lat w średniej odległości 5,25 j.a. Odkryta 24 września 1960 roku.